# Kinh Truyền Tin
Kinh Truyền Tin là một trong những kinh nguyện tôn kính Đức Mẹ Maria của Giáo hội Công giáo. Kinh này tường thuật việc thiên thần truyền tin cho Maria rằng cô sẽ mang thai Đấng Cứu Thế là Giêsu qua quyền năng của Chúa Thánh Thần.
Kinh này thường được đọc vào khoảng 6 giờ sáng, 12 giờ trưa và 6 giờ chiều. Kinh này được đọc từ Thứ Hai sau Lễ Hiện Xuống cho đến hết Lễ Tiệc Ly trong Thứ Năm Tuần Thánh. Kinh này không được đọc trong Thứ Sáu và Thứ Bảy Tuần Thánh. Trong Mùa Phục Sinh, kinh này được thay thế bằng kinh Lạy Nữ Vương Thiên Đàng (Regina Coeli). Các giáo hoàng thường đọc Kinh Truyền Tin trọng thể với giáo dân hành hương Vatican vào trưa Chủ Nhật hàng tuần.

## Bản văn
Bản Tiếng Việt:
Người xướng: Đức Chúa Trời sai thánh thiên thần truyền tin cho rất thánh Đức Bà Maria.
Người đáp: Và rất thánh Đức Bà chịu thai bởi phép Đức Chúa Thánh Thần.
Đọc chung: Kính mừng Maria... Thánh Maria... (tức Kinh Kính Mừng)
Người xướng: Này tôi là tôi tá Đức Chúa Trời
Người đáp: Tôi xin vâng như lời thánh thiên thần truyền.
Đọc chung: Kính mừng Maria... Thánh Maria... (tức Kinh Kính Mừng)
Người xướng: Chốc ấy Ngôi Thứ Hai xuống thế làm người.
Người đáp: Và ở cùng chúng con.
Đọc chung: Kính mừng Maria... Thánh Maria... (tức Kinh Kính Mừng)
Người xướng: Lạy rất thánh Đức Mẹ Chúa Trời xin cầu cho chúng con.
Người đáp: Đáng chịu lấy những sự Chúa Kitô đã hứa
Đọc chung: Lạy Chúa, chúng con xin Chúa ban ơn xuống trong linh hồn chúng con, là kẻ đã nhờ lời thánh thiên thần truyền, mà biết thật Chúa Kitô là Con Chúa đã xuống thế làm người, thì xin vì công ơn Con Chúa chịu nạn chịu chết trên cây Thánh giá cho chúng con ngày sau khi sống lại, được đến nơi vinh hiển, cũng vì công nghiệp Chúa Kitô là Chúa chúng con. Amen.